# Маривіль (Мазовецьке воєводство)
Маривіль (пол. Marywil) — село в Польщі, у гміні Шидловець Шидловецького повіту Мазовецького воєводства.
У 1975-1998 роках село належало до Радомського воєводства.